# Valgamaa
Valgamaa (Estisch: Valga maakond, Võro: Valga maakund) is een van de vijftien provincies van Estland. Ze ligt in het zuiden van het land en grenst aan de provincies Põlvamaa en Võrumaa in het oosten, Letland in het zuiden en westen en de provincies Viljandimaa en Tartumaa in het noorden. De provincie had 27.924 inwoners op 1 januari 2024.
De hoofdstad en tevens de grootste stad in de provincie is Valga, dat op de grens met Letland ligt en samen met Valka in Letland een gedeelde stad vormt.
De gemeente Tõrva grenst nog net aan het op een na grootste meer van Estland, het Võrtsjärv.

## Gemeenten
Sinds de gemeentelijke herindeling van 2017 bestaat Valgamaa nog maar uit drie gemeenten:
- Otepää
- Tõrva
- Valga

## Foto's

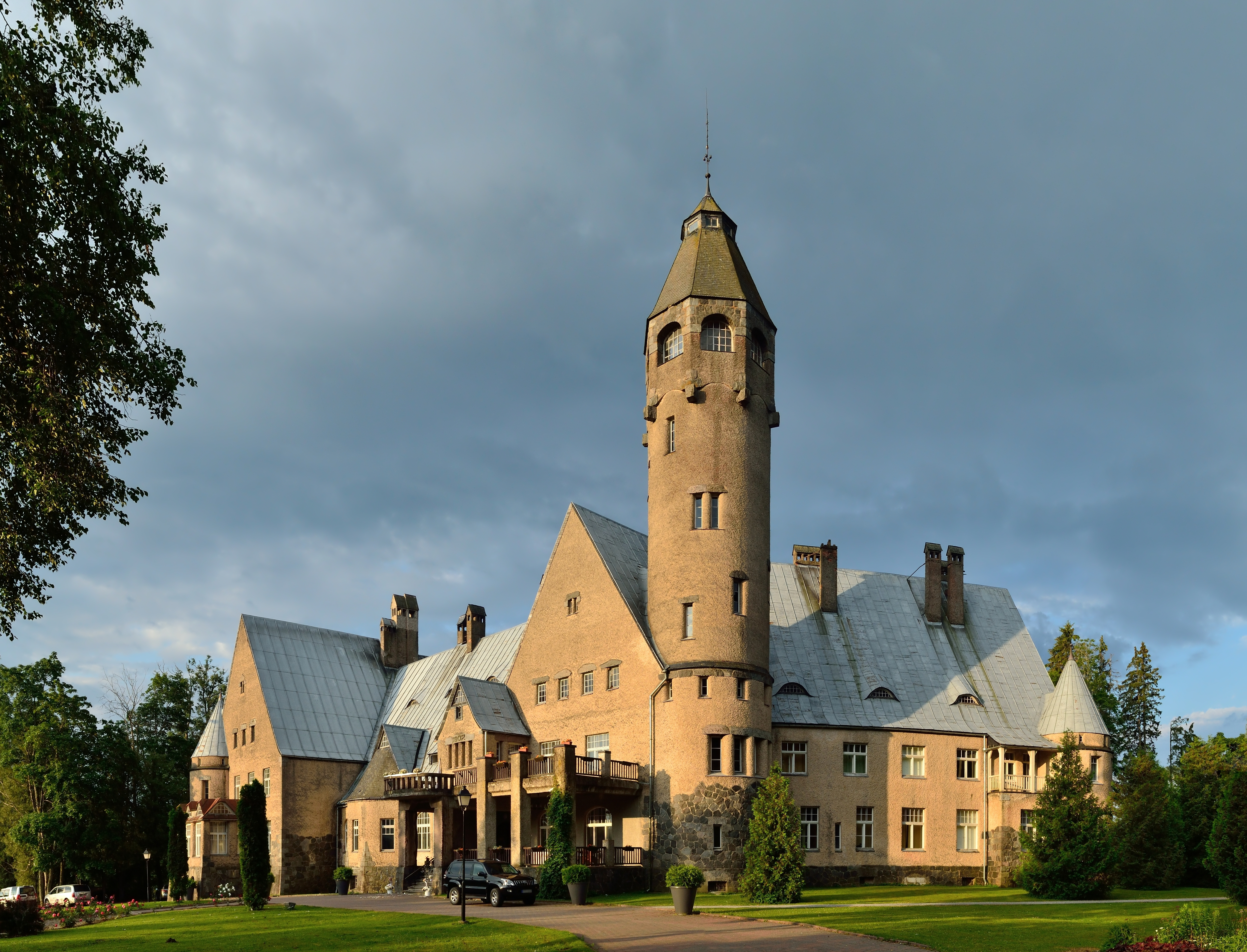
Kasteel Taagepera
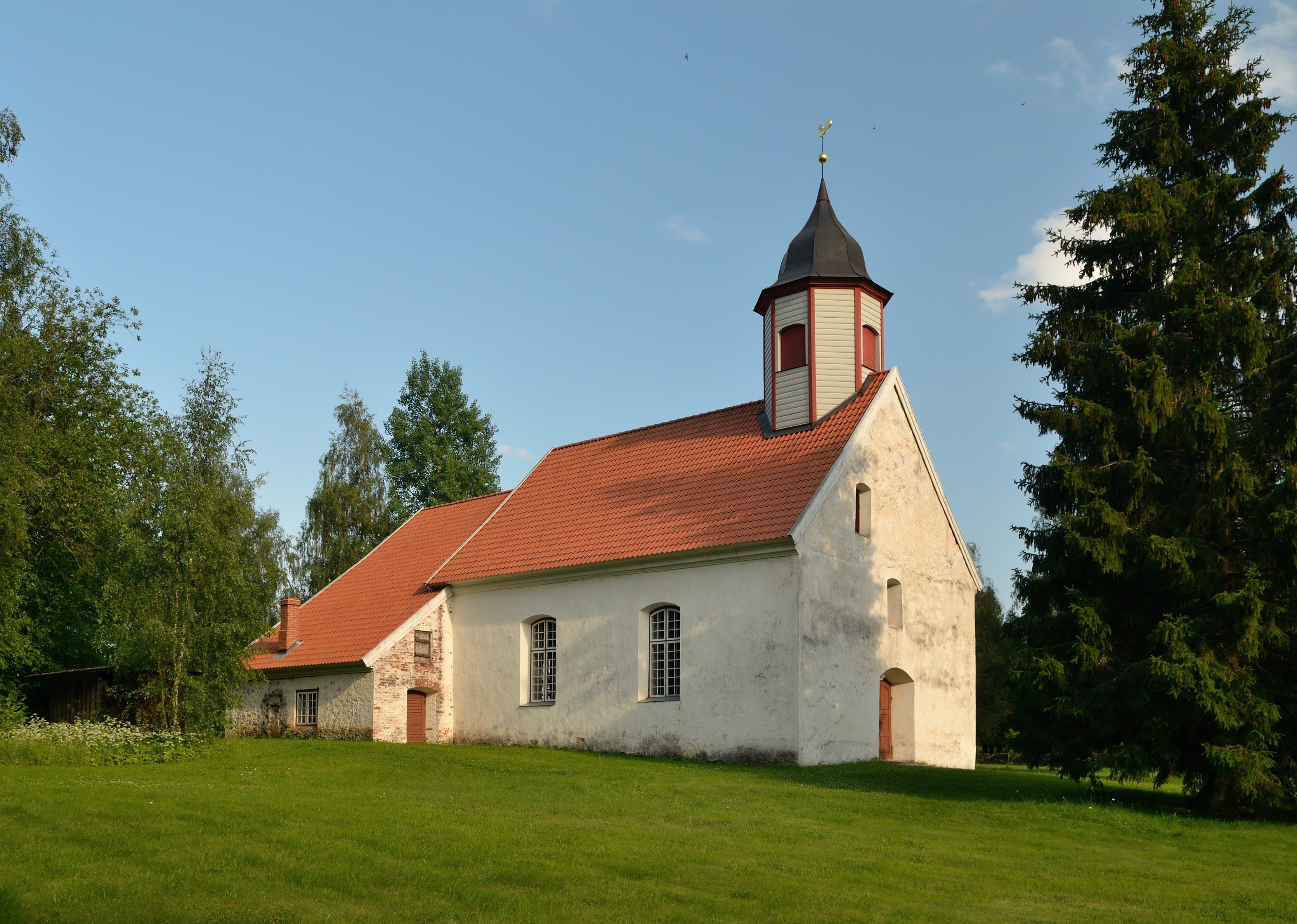
De kerk van Taagepera in Ala
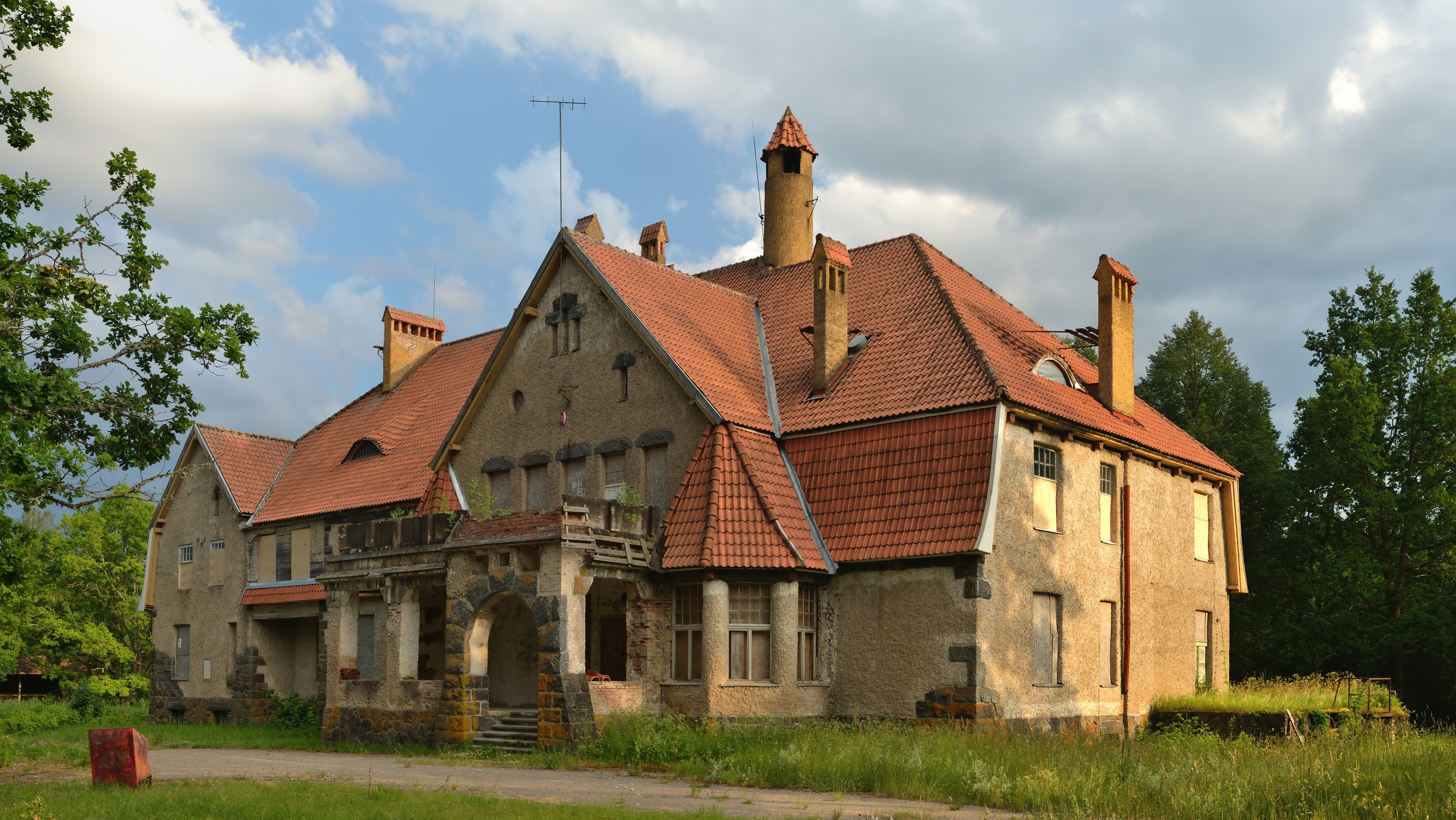
Het landhuis van Holdre
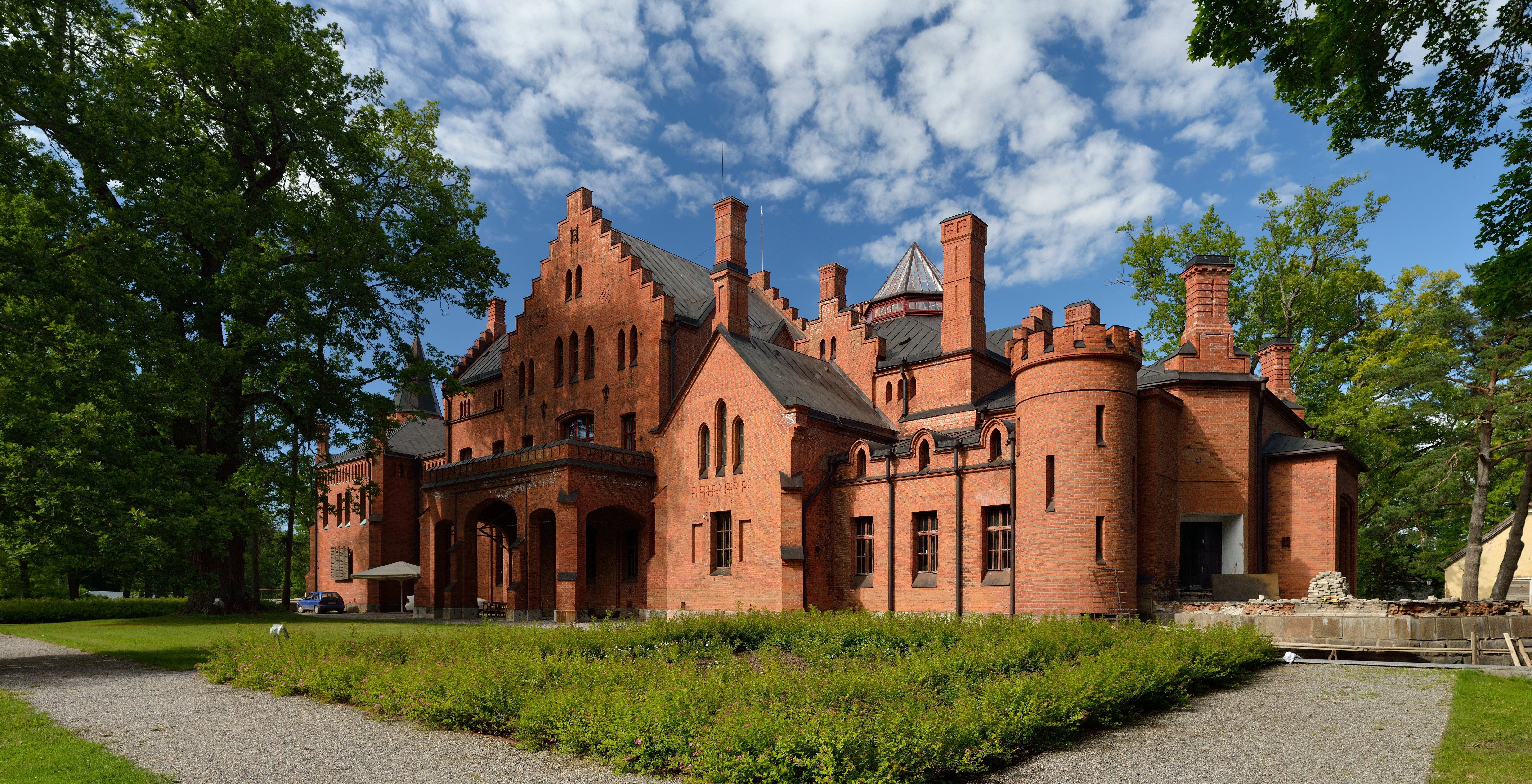
Het kasteel van Sangaste in Lossiküla

Harjumaa · Hiiumaa · Ida-Virumaa · Järvamaa · Jõgevamaa · Läänemaa · Lääne-Virumaa · Pärnumaa · Põlvamaa · Raplamaa · Saaremaa · Tartumaa · Valgamaa · Viljandimaa · Võrumaa